# Citadel (sång)
För andra betydelser, se Citadel.
Citadel är en låt skriven av Mick Jagger och Keith Richards som lanserades 1967 av The Rolling Stones på albumet Their Satanic Majesties Request. Det var albumets andra låt. Låten är den på albumet som drar tydligast åt rak rockmusik med ett återkommande markerat riff av Keith Richards, men den är liksom resten av albumet färgad av psykedelisk musik. Detta bidrar främst Brian Jones mellotron och cembalospel med. Nicky Hopkins medverkar även på låten på piano. I låtens text nämns två kvinnliga personer i refrängen, Candy och Taffy som uppmanas att komma på besök till ett citadell. Annars kan texten med strofer som "Round the heights of concrete hills" ("Runt höga betongkullar") och "Throug the woods of steel and glass" ("Igenom skogarna av stål och glas") tolkas som en kommentar till livet i ett hektiskt storstadsklimat.
Citadel har inte funnits med på några samlingsalbum med gruppen, om man bortser från samlingsboxar, och den har heller aldrig spelats på konsert. Låten har spelats in som cover av The Damned 1981.